# The Girl Next Door (1953)
The Girl Next Door é um filme estadunidense de 1953 dirigido por Richard Sale. É estrelado por June Haver, sendo este seu último papel no cinema. 

## Produção
O título provisório do filme foi Father Does a Strip. A atriz e dançarina Betty Grable foi originalmente escalada para estrelar o filme, mas recusou o papel e foi posteriormente suspensa pela Twentieth Century-Fox. Segundo uma notícia publicada em maio de 1951 pelo The Hollywood Reporter, Grable recusou a personagem porque ela queria um intervalo maior de descanso após fazer dois filmes em um ano, como estipulado no seu contrato com o estúdio. Esta foi a primeira vez em doze anos que Grable foi afastada pela Fox.
Gloria DeHaven e Alan Mowbray tinha sido incluídos no elenco, mas eles não aparecem em The Girl Next Door. Dorothy Dandridge também deveria aparecer em uma sequência do filme, ao lado de Benny Carter e sua orquestra, mas eles não aparecem na edição final lançada nos cinemas. Apesar de Michael Kidd ter assinado com o estúdio para encenar números musicais do filme, apenas a Richard Barstow recebe créditos na tela como coreógrafo. Não se tem informações completas sobre qual o nível de contribuição de Kidd para o filme.
A produção foi interrompida várias vezes para permitir que Dan Dailey pudesse filmar Sangue por glória (1952), e para recuperação de June Haver, que sofrera uma lesão ao cair de uma mesa durante uma sequência de dança. Estes fatos provocaram uma incapacidade de trabalho por oito meses. Um artigo no Los Angeles Mirror, em junho de 1954, contou que os atrasos na produção acrescentaram US$350.000 no orçamento do filme.
The Girl Next Door marcou a última aparição no cinema de June Haver, que no início de fevereiro de 1953 entrou para o convento Irmãs da Caridade, no Kansas. Ainda assim, sua frágil saúde obrigou-a a abandonar o convento, no final de setembro de 1953. Ela se aposentou das telas após seu casamento com o ator Fred MacMurray.

## Elenco
- Dan Dailey – Bill Carter
- June Haver – Jeannie Laird
- Dennis Day – Reed Appleton
- Billy Gray – Joey Carter
- Cara Williams – Rosie Grren
- Natalie Schafer – Evelyn, a empregada
- Clinton Sundberg – Samuels, o mordomo
- Hayden Rorke – Henry Fields
- Mary Jane Saunders – Kitty